# Kościół Matki Bożej Częstochowskiej w Palczewie
Kościół Matki Bożej Częstochowskiej w Palczewie – drewniany rzymskokatolicki kościół filialny, pw. Matki Bożej Częstochowskiej, zbudowany w 1712 w miejscowości Palczewo.
To jedyny zachowany drewniany kościół na Żuławach.

## Historia
Kościół zbudowali w 1712 mennonici, holenderscy osadnicy, którzy gospodarowali wtedy na Żuławach. W latach 1870. dodano sygnaturkę. W XVIII w. pokryty był strzechą. Kościół do 1949 służył społeczności ewangelickiej. Następnie został przejęty przez rzymskich katolików, poświęcony 13 listopada 1949 pw. Matki Bożej Częstochowskiej i ustanowiony jako filialny parafii św. Katarzyny w Borętach. Taką funkcję spełnia do dzisiaj. W 2007 przeszedł gruntowna konserwację. Wymieniono wtedy część belek ścian zewnętrznych, szalowanie szczytów i gontowe pokrycie. Wewnątrz odsłonięto barokową polichromię prospektu organowego, empory i ławek, przywrócono pierwotny kolor stropu, zrekonstruowano brakujące elementy rzeźbiarskie i uzupełniono złocenia. Na ścianie południowej zrekonstruowano kwatery boazeryjne i odtworzono malowidła na podstawie pierwowzoru ze ściany północnej. Za te prace w 2008 kościół wyróżniono w konkursie Zabytek Zadbany.

## Architektura i wyposażenie
Jest to budowla drewniana bezstylowa, konstrukcji zrębowej, orientowana. Wzniesiona na rzucie prostokąta (12 x 8 m), z niewielką kruchtą od zachodu. Dach dwuspadowy pokryty gontem z niewielką sygnaturką kryta blachą miedzianą we wschodniej części kalenicy. Na ścianach południowej i północnej rząd czterech okienek umieszczonych wysoko pod okapem dachu, a na elewacjach frontowej i tylnej niewielkie okienka w partiach szczytowych.
Wnętrze salowe, z wydzielonym od wschodu niewielkim aneksem zakrystyjnym i deskowym pułapem osłaniającym więźbę dachową. Pozioma belka stężająca konstrukcję pełni funkcję belki tęczowej wydzielającej część prezbiterialną. Barwne polichromie w typie ludowego baroku z przedstawieniami figuralnymi i ornamentalnymi pokrywają ściany, emporę, drzwi, prospekt organowy, a nawet ławki. Barokowe wyposażenie obejmuje ołtarz główny z 1754,
kazalnicę będącą wcześniej elementem ołtarza kazalnicowego, Grupą Ukrzyżowania na belce tęczowej, wiszącą pod sufitem figurę anioła, świecznika sześcioramiennego i pochodzący z 1686 prospekt organowy z instrumentem z 1909.

## Otoczenie
Obok kościoła dzwonnica otwarta, na słupach metalowych, kryta daszkiem dwuspadowym.

## Galeria

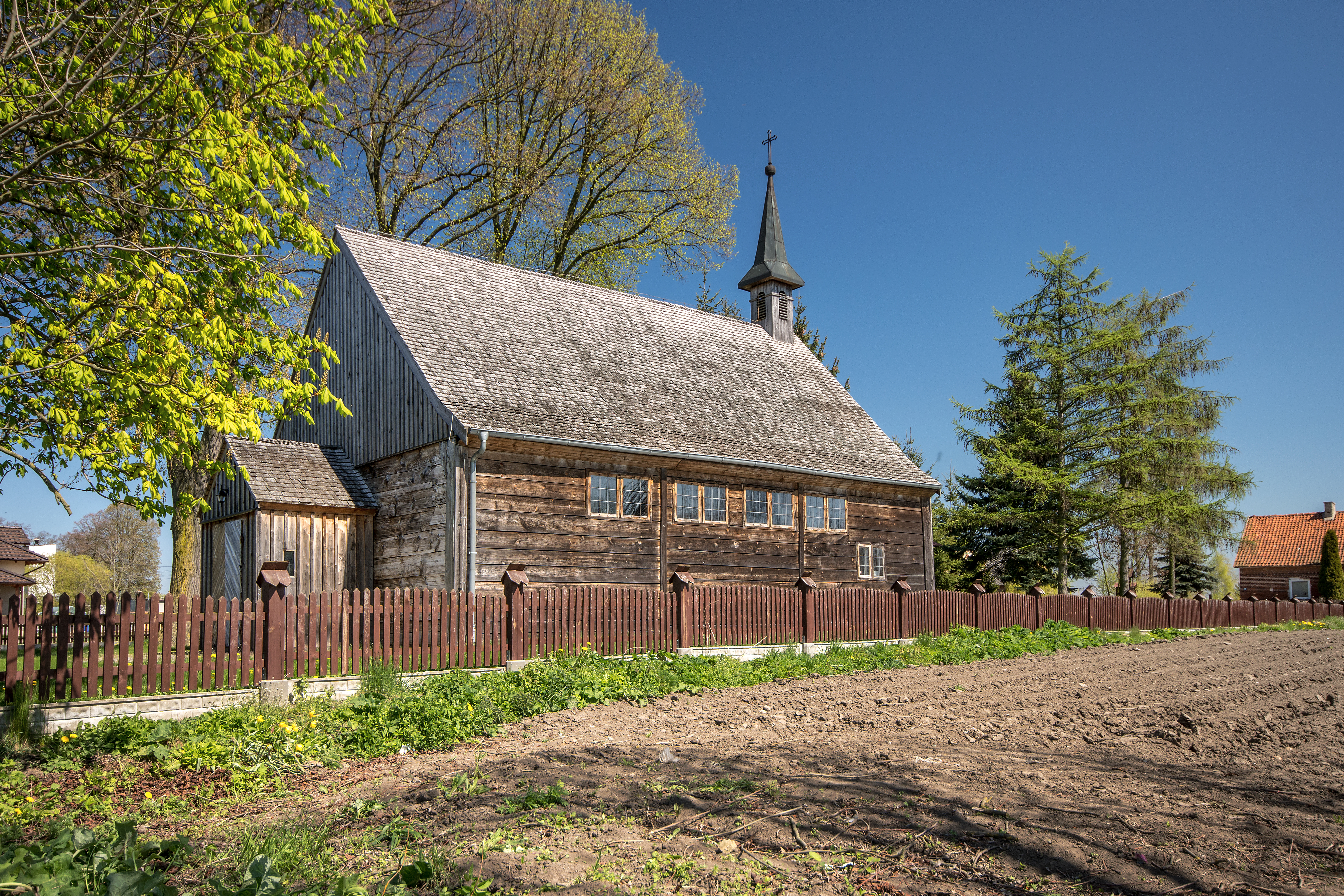
Elewacja południowa
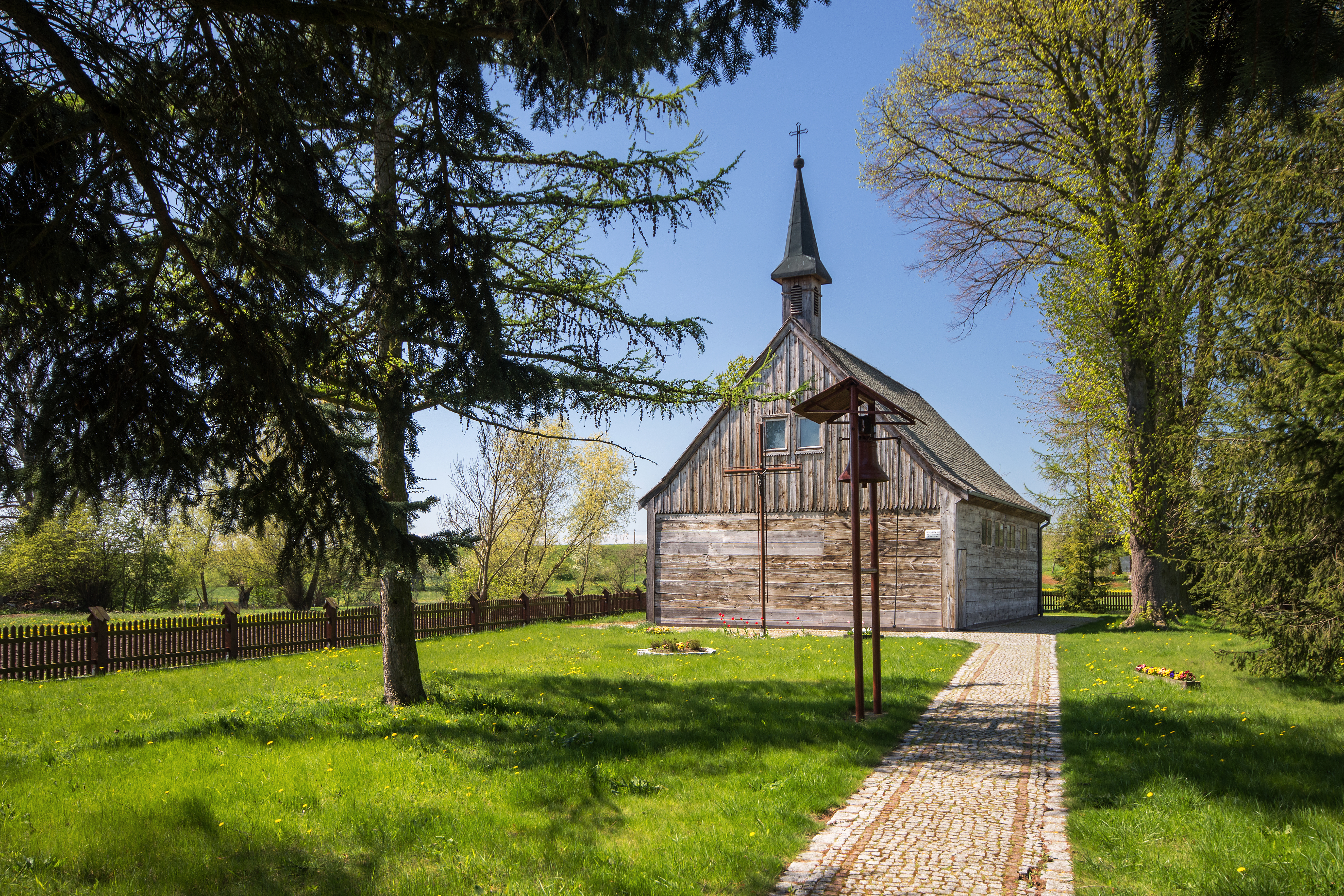
Widok od prezbiterium z dzwonnicą
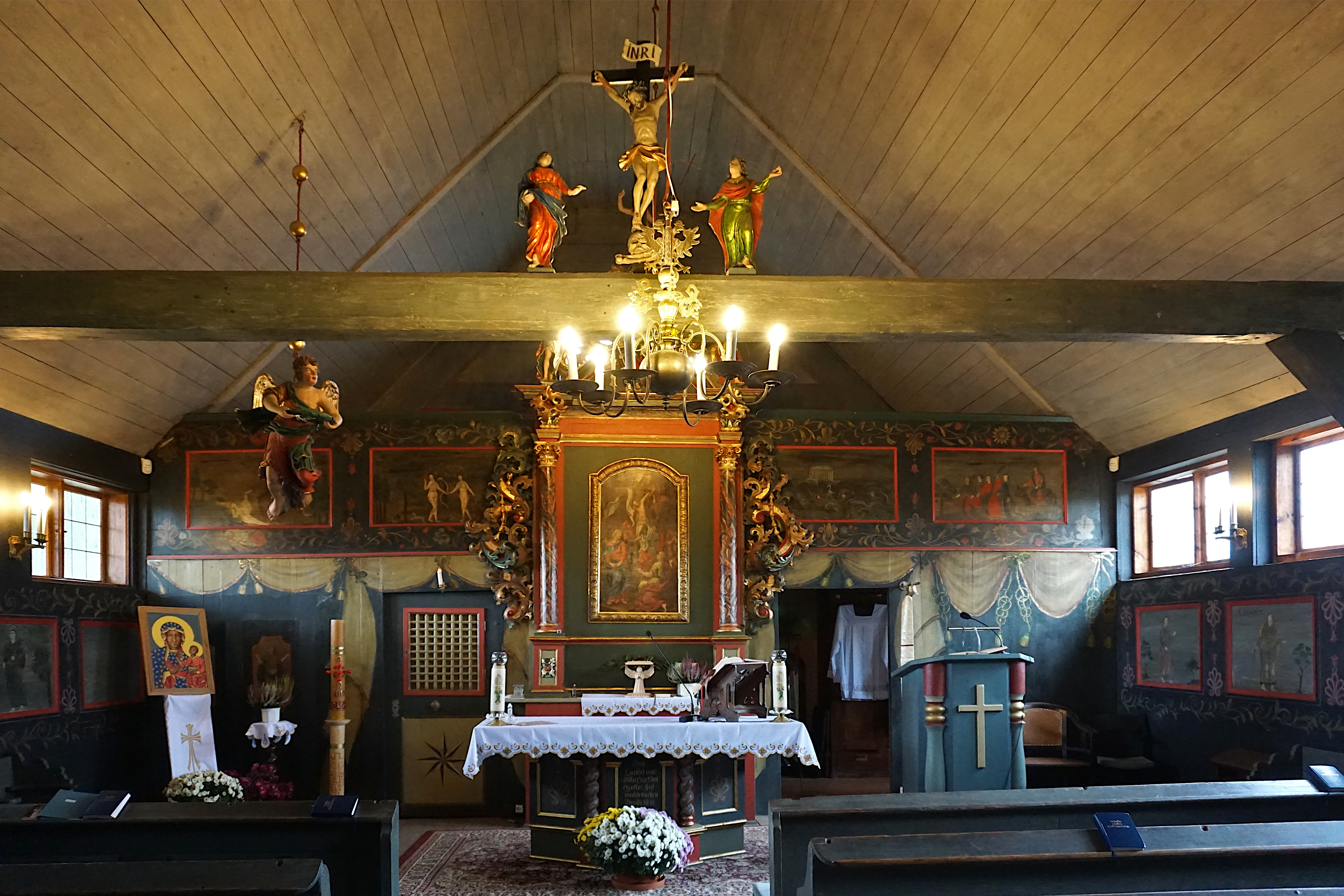
Wnętrze kościoła